# Pharetrophora tegularis
Pharetrophora tegularis är en stekelart som beskrevs av Narolsky 1994. Pharetrophora tegularis ingår i släktet Pharetrophora och familjen brokparasitsteklar. Inga underarter finns listade i Catalogue of Life.